# Замок Гифу
Замок Гифу (яп. 岐阜城) — замок в Гифу, в Японии.
Расположен на горе Кинка, на высоте более 329 метров над уровнем моря.
Замок был построен в начале XII века одним из высокопоставленных самураев правительства Камакуры, Никайдо Юкимаса.

## История
Сооружение замка началось в 1201 году и продолжалось до 1204 года. В XVI веке под руководством губернатора данной области — Сайто Досаном замок был достроен. В 1567 году Ода Нобунага завоевал провинцию и близлежащие территории, впоследствии переименовав название области с «Иногучи» в «Гифу».